# Thorkild Hansen
Thorkild Hansen (Ordrup, 9 gennaio 1927 – Caraibi, 4 febbraio 1989) è stato uno scrittore, esploratore, giornalista e critico letterario danese.
Fu un grande viaggiatore.

## Biografia
Si laurea in storia della letteratura a Copenaghen. Vive e lavora a Parigi come corrispondente di un quotidiano danese. Tornerà poi in Danimarca per il giornale Information. Dopo qualche tempo compie una serie di viaggi all'estero, partecipando a spedizioni archeologiche nel Golfo Persico, in Nubia, in Canada e Groenlandia. Nel periodo 1972-83 si reca inoltre in Vietnam, Bangladesh e Rhodesia nell'ambito dell'attività svolta per conto della Croce Rossa.
Molti di questi viaggi si legheranno alla parallela ricerca storica condotta in modo accurato su vicende e avventure di esploratori dimenticati dalla storia, un intreccio di interessi che consentirà a Thorkild Hansen di scrivere quei romanzi documentari che ne decretarono il successo come autore in Danimarca. Furono proprio le biografie storiche in forma narrativa a definire l'originalità artistica di Thorkild Hansen, capace di offrire nel panorama letterario degli anni '60 una novità artistica dalla dimensione avventurosa, geografica e storica, nella quale i protagonisti agiscono per conquistare mete irraggiungibili, sopportando fatiche enormi per realizzare desideri e progetti, ma che alla fine vedono il loro destino segnato dalla sconfitta nella battaglia con la natura, contro la sua incontrollabilità e forza.
Thorkild Hansen è stato quindi uno dei grandi “viaggiatori” della letteratura moderna danese. I suoi romanzi documentari hanno la forza di trascinare il lettore dentro ai meandri bui della storia e della coscienza dell'umanità, e a portarlo negli angoli più remoti della terra. La sua tecnica – che comprende sia meticolose ricerche di fonti e documenti, sia spedizioni in loco – è stata assolutamente innovativa per la sua epoca. Ha saputo camminare con destrezza sulla sottile linea che separa i fatti dalla creazione artistica, dimostrando così sia una grande maestria come romanziere che spiccate doti di storico. Inoltre, la sua ambiziosa ricerca di argomenti sempre scottanti e controversi ne fa uno degli scrittori più destabilizzanti e provocatori del Novecento danese.
Morì a causa di un infarto durante uno dei suoi viaggi.

## Opere
- Ricordi avvolti nel tempo (Minder svøbt i Vejr. En studie i Jacob Paludans digtning, 1947)
- Il resto è silenzio (Resten er stilhed, 1953), di stampo esistenzialista
- Segnali di intervallo (Pausesignaler, 1959), sotto forma di diario di viaggio
- Sette gemme (Syv Seglsten, 1960), resoconto del soggiorno in Kuwait
- Una donna presso il fiume (En kvinde ved en flod, 1962), in Nubia
- Arabia Felix (Det lykkelige Arabien, 1962), Introduzione e trad. di Doriana Unfer, Collezione Gli Iperborei n.31, Milano, Iperborea, 1992, ISBN 978-88-709-1031-5; Postfazione di Ingrid Basso, Collana Luci n.8, Iperborea, 2017, ISBN 978-88-709-1228-9. [descrizione di una spedizione scientifica danese in Yemen dal 1761-1767]
- Jens Munk MinderEkspedition (med Peter Seeberg, 1964), diario di un soggiorno in Canada sulle tracce di Jens Munk
- Il capitano Jens Munk (Jens Munk, 1965), trad. di Carola Scanavino, Collezione Gli Iperborei n.93, Milano, Iperborea, 2000, ISBN 88-7091-093-8; Postfazione di Marco Rossari, Iperborea, 2023, ISBN 978-88-7091-828-1. [romanzo biografico sulla ricerca del passaggio a NordOvest ]
- Trilogia sulla schiavitù
  1. La costa degli schiavi (Slavernes kyst, 1967), trad. di M.V. D'Avino, Collezione Gli Iperborei n.136, Milano, Iperborea, 2005, ISBN 88-7091-136-5.
  2. Le navi degli schiavi (Slavernes skibe, 1968), trad. di M.V. D'Avino, Collezione Gli Iperborei n.167, Milano, Iperborea, 2009, ISBN 978-88-709-1167-1
  3. Le isole degli schiavi (Slavernes øer, 1970), trad. di M.V. D'Avino, Collezione Gli Iperborei n.178, Milano, Iperborea, 2010, ISBN 978-88-709-1178-7
- Diari di viaggio (Rejsedagbøger, 1969)
- Porto di svernamento (Vinterhavn, 1972), descrizione di un ulteriore viaggio in Canada
- Le ragazze carine (De søde piger, 1974), autobiografia
- Processo a Hamsun (Processen mod Hamsun 1-3, 1978)
- L'ultima estate ad Angmagssalik (Sidste sommer i Angmagssalik, 1978), diario di un'esplorazione in Groenlandia orientale
- Samtale med Dronning Margrethe (1979)
- Kurs mod solnedgangen (1982)
- Søforhør (1982)
- Enemærker 1-2 (1989)
- Un atélier a Parigi (Et atelier i Paris, 1990), relativo al suo soggiorno in Francia dal 1947 al 1952
- Thorkild Hansens billeder (1990)
- Artikler fra Paris (1992)
- Øer (1993)
- Tra Brondkjaer e Norholm (Mellem Brøndkjær og Nørholm, 1996), postumo
- Havblik midt på dagen (1998)
- Genklang (2001)
- Camus død (2004)